# Odznaka pamiątkowa „Górny Śląsk - Cieszyn”
Odznaka pamiątkowa „Górny Śląsk - Cieszyn” – polska pamiątkowa odznaka przyznawana od 1919 za obronę Śląska Cieszyńskiego podczas wojny polsko-czechosłowackiej.

## Historia
Odznaka została wykonana w 1919 r. na zlecenie Prezydium Rady Narodowej Księstwa Cieszyńskiego. Przyznawana była za zasługi w obronie Ziemi Cieszyńskiej. Nieznany projektant i wykonawca odznaki.

## Opis
Odznaka wykonana z metalu posrebrzanego o wymiarach 44 x 35 mm, w kształcie równoramiennego krzyża typu maltańskiego, pośrodku którego znajduje się orzeł polski w koronie, otoczony cierniowym wieńcem. Na pionowych i poziomych ramionach, od góry fantazyjnie ułożona szarfa, a na niej napis: GÓRNY ŚLĄSK. Na dolnej szarfie, podobnie ułożonej jak górna widniej napis: CIESZYN 1918-1919.
Na odwrocie słupek z nakrętką lub agrafka. 